# Суайдер, Коул
Коул Суайдер (англ. Cole Swider; род. 8 мая 1999, Портсмут, Род-Айленд) — американский профессиональный баскетболист, в последнее время игравший за клуб НБА «Торонто Рэпторс».

## Профессиональная карьера

### Лос-Анджелес Лейкерс / Саут-Бей Лейкерс (2022–2023)
Суайдер не был выбран на драфте НБА 2022 года. 1 июля 2022 года Суайдер подписал двусторонний контракт с «Лос-Анджелес Лейкерс» и их фарм-клубом в Джи-Лиге НБА «Саут-Бей Лейкерс». Суайдер вошёл в состав «Лос-Анджелес Лейкерс» на Летнюю лигу НБА 2022 года. В своём дебютном матче Летней лиги Суайдер набрал тринадцать очков, шесть подборов и один блок-шот в матче против «Майами Хит», который завершился победой «Лейкерс» со счётом 100:66. 26 июля 2023 года Суайдер был отчислен из «Лейкерс».

### Майами Хит / Су-Фолс Скайфорс (2023–2024)
11 августа 2023 года Суайдер подписал контракт с «Майами Хит», а 21 октября его контракт был конвертирован в двусторонний.

### Детройт Пистонс / Мотор Сити Круз (2024–2025)
8 августа 2024 года Суайдер подписал контракт с клубом «Индиана Пэйсерс», но 18 октября контракт был расторгнут. Три дня спустя он подписал двусторонний контракт с «Детройт Пистонс». 6 января 2025 года контракт был расторгнут.

### Возвращение в «Саут-Бей» (2025)
19 февраля 2025 года Суайдер был приобретён клубом Джи-Лиги «Саут-Бей Лейкерс» в результате обмена с «Мотор Сити Круз». На следующий день Суайдер набрал рекордные 36 очков в матче против «Рип-Сити Ремикс», проигранном со счётом 123:112.

### Торонто Рэпторс (2025)
26 марта 2025 года Суайдер подписал десятидневный контракт с «Торонто Рэпторс». 5 апреля Суайдер продлил контракт с «Торонто Рэпторс» на оставшуюся часть сезона. В 8 играх за «Рэпторс» он набирал в среднем 7,4 очка, 3,1 подбора и 0,3 передачи. 10 апреля Суайдер был отчислен из «Торонто Рэпторс».

## Статистика

### Статистика в НБА
| Сезон                                                                                    | Команда | Регулярный сезон | Регулярный сезон | Регулярный сезон | Регулярный сезон | Регулярный сезон | Регулярный сезон | Регулярный сезон | Регулярный сезон | Регулярный сезон | Регулярный сезон | Регулярный сезон | Серия плей-офф | Серия плей-офф | Серия плей-офф | Серия плей-офф | Серия плей-офф | Серия плей-офф | Серия плей-офф | Серия плей-офф | Серия плей-офф | Серия плей-офф | Серия плей-офф |
| Сезон                                                                                    | Команда | GP               | GS               | MPG              | FG%              | 3P%              | FT%              | RPG              | APG              | SPG              | BPG              | PPG              | GP             | GS             | MPG            | FG%            | 3P%            | FT%            | RPG            | APG            | SPG            | BPG            | PPG            |
| ---------------------------------------------------------------------------------------- | ------- | ---------------- | ---------------- | ---------------- | ---------------- | ---------------- | ---------------- | ---------------- | ---------------- | ---------------- | ---------------- | ---------------- | -------------- | -------------- | -------------- | -------------- | -------------- | -------------- | -------------- | -------------- | -------------- | -------------- | -------------- |
| 2022/23                                                                                  | Лейкерс | 7                | 0                | 5,9              | 33,3             | 37,5             | -                | 1,0              | 0,6              | 0,0              | 0,0              | 1,3              | Не участвовал  | Не участвовал  | Не участвовал  | Не участвовал  | Не участвовал  | Не участвовал  | Не участвовал  | Не участвовал  | Не участвовал  | Не участвовал  | Не участвовал  |
| 2023/24                                                                                  | Майами  | 18               | 0                | 4,8              | 39,5             | 33,3             | 100,0            | 0,4              | 0,3              | 0,1              | 0,1              | 2,3              | Не участвовал  | Не участвовал  | Не участвовал  | Не участвовал  | Не участвовал  | Не участвовал  | Не участвовал  | Не участвовал  | Не участвовал  | Не участвовал  | Не участвовал  |
| 2024/25                                                                                  | Детройт | 2                | 0                | 6,5              | 0,0              | 0,0              | -                | 1,0              | 0,5              | 0,0              | 0,0              | 0,0              | Не участвовал  | Не участвовал  | Не участвовал  | Не участвовал  | Не участвовал  | Не участвовал  | Не участвовал  | Не участвовал  | Не участвовал  | Не участвовал  | Не участвовал  |
| 2024/25                                                                                  | Торонто | 8                | 0                | 19,5             | 37,9             | 35,7             | 0,0              | 3,1              | 0,3              | 0,5              | 0,3              | 7,4              | Не участвовал  | Не участвовал  | Не участвовал  | Не участвовал  | Не участвовал  | Не участвовал  | Не участвовал  | Не участвовал  | Не участвовал  | Не участвовал  | Не участвовал  |
|                                                                                          | Всего   | 35               | 0                | 8,5              | 36,4             | 32,9             | 66,7             | 1,2              | 0,3              | 0,1              | 0,1              | 3,1              | Не участвовал  | Не участвовал  | Не участвовал  | Не участвовал  | Не участвовал  | Не участвовал  | Не участвовал  | Не участвовал  | Не участвовал  | Не участвовал  | Не участвовал  |
| Наведите курсор мыши на аббревиатуры в заголовке таблицы, чтобы прочесть их расшифровку. |         |                  |                  |                  |                  |                  |                  |                  |                  |                  |                  |                  |                |                |                |                |                |                |                |                |                |                |                |

### Статистика в Джи-Лиге
| Сезон                                                                                    | Команда          | Регулярный сезон | Регулярный сезон | Регулярный сезон | Регулярный сезон | Регулярный сезон | Регулярный сезон | Регулярный сезон | Регулярный сезон | Регулярный сезон | Регулярный сезон | Регулярный сезон | Серия плей-офф | Серия плей-офф | Серия плей-офф | Серия плей-офф | Серия плей-офф | Серия плей-офф | Серия плей-офф | Серия плей-офф | Серия плей-офф | Серия плей-офф | Серия плей-офф |
| Сезон                                                                                    | Команда          | GP               | GS               | MPG              | FG%              | 3P%              | FT%              | RPG              | APG              | SPG              | BPG              | PPG              | GP             | GS             | MPG            | FG%            | 3P%            | FT%            | RPG            | APG            | SPG            | BPG            | PPG            |
| ---------------------------------------------------------------------------------------- | ---------------- | ---------------- | ---------------- | ---------------- | ---------------- | ---------------- | ---------------- | ---------------- | ---------------- | ---------------- | ---------------- | ---------------- | -------------- | -------------- | -------------- | -------------- | -------------- | -------------- | -------------- | -------------- | -------------- | -------------- | -------------- |
| 2022/23                                                                                  | Саут-Бей Лейкерс | 31               | 19               | 27,7             | 49,9             | 42,9             | 84,2             | 4,7              | 1,6              | 0,7              | 0,3              | 15,9             | 1              | 1              | 34,6           | 50,0           | 40,0           | 100,0          | 3,0            | 4,0            | 1,0            | 0,0            | 21,0           |
| 2023/24                                                                                  | Су-Фолс Скайфорс | 21               | 21               | 38,3             | 48,8             | 47,1             | 84,6             | 7,4              | 2,9              | 1,1              | 0,4              | 24,5             | 1              | 1              | 42,9           | 50,0           | 66,7           | 100,0          | 9,0            | 1,0            | 1,0            | 1,0            | 22,0           |
| 2024/25                                                                                  | Мотор-Сити Круз  | 18               | 16               | 33,6             | 47,7             | 44,3             | 95,2             | 5,3              | 2,5              | 1,2              | 0,4              | 20,9             | Не участвовал  | Не участвовал  | Не участвовал  | Не участвовал  | Не участвовал  | Не участвовал  | Не участвовал  | Не участвовал  | Не участвовал  | Не участвовал  | Не участвовал  |
| 2024/25                                                                                  | Саут-Бей Лейкерс | 13               | 13               | 36,2             | 49,5             | 44,3             | 95,2             | 6,2              | 1,4              | 0,9              | 0,2              | 21,1             | Не участвовал  | Не участвовал  | Не участвовал  | Не участвовал  | Не участвовал  | Не участвовал  | Не участвовал  | Не участвовал  | Не участвовал  | Не участвовал  | Не участвовал  |
|                                                                                          | Всего            | 83               | 69               | 33,0             | 49,0             | 44,7             | 87,6             | 5,7              | 2,1              | 0,9              | 0,3              | 20,0             | 2              | 2              | 38,8           | 50,0           | 57,1           | 100,0          | 6,0            | 2,5            | 1,0            | 0,5            | 21,5           |
| Наведите курсор мыши на аббревиатуры в заголовке таблицы, чтобы прочесть их расшифровку. |                  |                  |                  |                  |                  |                  |                  |                  |                  |                  |                  |                  |                |                |                |                |                |                |                |                |                |                |                |

### Статистика в NCAA
| Сезон | Команда   | Conf     | Class | GP  | GS | MPG  | FG%  | 3P%  | FT%  | RPG | APG | SPG | BPG | PPG  |
| --- | --------- | -------- | ----- | --- | -- | ---- | ---- | ---- | ---- | --- | --- | --- | --- | ---- |
| 2018/19 | Вилланова | Big East | FR    | 21  | 0  | 9,6  | 37,5 | 28,3 | 63,2 | 1,2 | 0,6 | 0,1 | 0,0 | 3,5  |
| 2019/20 | Вилланова | Big East | SO    | 31  | 15 | 18,5 | 44,2 | 35,2 | 66,7 | 2,9 | 0,6 | 0,2 | 0,3 | 6,1  |
| 2020/21 | Вилланова | Big East | JR    | 25  | 2  | 18,9 | 42,6 | 40,2 | 75,0 | 2,8 | 1,1 | 0,5 | 0,1 | 5,7  |
| 2021/22 | Сиракьюс  | ACC      | SR    | 33  | 33 | 34,5 | 44,0 | 41,1 | 86,6 | 6,8 | 1,4 | 1,0 | 0,4 | 13,9 |
| Всего | Всего     | Всего    | Всего | 110 | 50 | 21,7 | 43,2 | 38,1 | 79,4 | 3,7 | 0,9 | 0,5 | 0,2 | 7,8  |
| Наведите курсор мыши на аббревиатуры в заголовке таблицы, чтобы прочесть их расшифровку Статистика приведена с сайта sports-reference.com |           |          |       |     |    |      |      |      |      |     |     |     |     |      |